# 瀧澤智子
瀧澤 智子（たきざわ ともこ、1981年（昭和56年）6月10日 - ）は、日本の政治家。大阪府池田市長（2期）。元池田市議会議員（1期）。いけだ市民文化振興財団顧問。

## 経歴
兵庫県三木市で生まれ、神戸市で育つ。父親は兵庫県警察の警察官だった。甲南女子大学文学部卒業。大学時代はラクロス部に所属し、2000年に関西優勝、全国3位の成績を収めた。大学在籍中にカナダへ語学留学。大学卒業後は証券会社に勤務し、資産運用に努めた。その後、冨田裕樹池田市議会議員（後の池田市長）の秘書となった。

### 政治家として
2019年4月21日に行われた池田市議会議員選挙に大阪維新の会公認で立候補し、初当選（5,913票）。
2021年7月30日、前述の冨田が市役所へのサウナ設置やタクシーチケット不正使用などの公私混同問題を受け、市長を辞職。瀧澤は8月11日に市議を辞職し、同18日に冨田の辞職に伴う市長選挙に立候補する意向を表明した。瀧澤ら維新市議団は当初冨田の公私混同問題を巡る百条委員会の設置に反対するなど冨田を擁護する姿勢を見せていたが、出馬会見では「ご自身の問題で辞職しただけに、（冨田の再出馬は）けじめのつけ方が間違っている」と一転して批判に転じた。
同年8月29日に行われた市長選挙に大阪維新の会公認で立候補。「市長月額給与30％カット、退職金ゼロ」を選挙公約に掲げた。自民党系と無所属の市議の支援を受けた前市議の渡辺千芳、連合大阪と連合豊能の支援を受けた元市議の内藤勝、元職の冨田の3候補を破り、初当選した。大阪府内では、初の女性市長となった。
※当日有権者数：85,128人 最終投票率：51.66%（前回比：3.86pts）
| 候補者名 | 年齢 | 所属党派     | 新旧別 | 得票数   | 得票率 | 推薦・支持 |
| -------- | ---- | ------------ | ------ | -------- | ------ | ---------- |
| 瀧澤智子 | 40   | 大阪維新の会 | 新     | 17,343票 | 40.09% |            |
| 渡辺千芳 | 67   | 無所属       | 新     | 13,689票 | 31.64% |            |
| 内藤勝   | 74   | 無所属       | 新     | 9,282票  | 21.45% |            |
| 冨田裕樹 | 45   | 無所属       | 元     | 2,949票  | 6.82%  |            |

2025年8月3日、無投票で再選。

## 活動報告
- 2024年4月2日 - 2015年に閉校した池田市立伏尾台小学校体育館で開催された学校法人ポプラ学園ポプラ介護福祉学校の入学式に出席し、祝辞を述べた[17]。入学式の集合写真では最前列中央にて撮影に臨んだ[18]。

## 対談
- 2023年11月12日『記念対談「これまでの50年、これからの50年」池田市長 瀧澤智子 × 元市長 倉田薫』伏尾台50周年記念フェスティバル[19][20][21]